# Copa del President de la República de futbol 1935-36
La Copa del President de la República de futbol 1936 va ser la 34ena edició de la Copa d'Espanya.

## Detalls

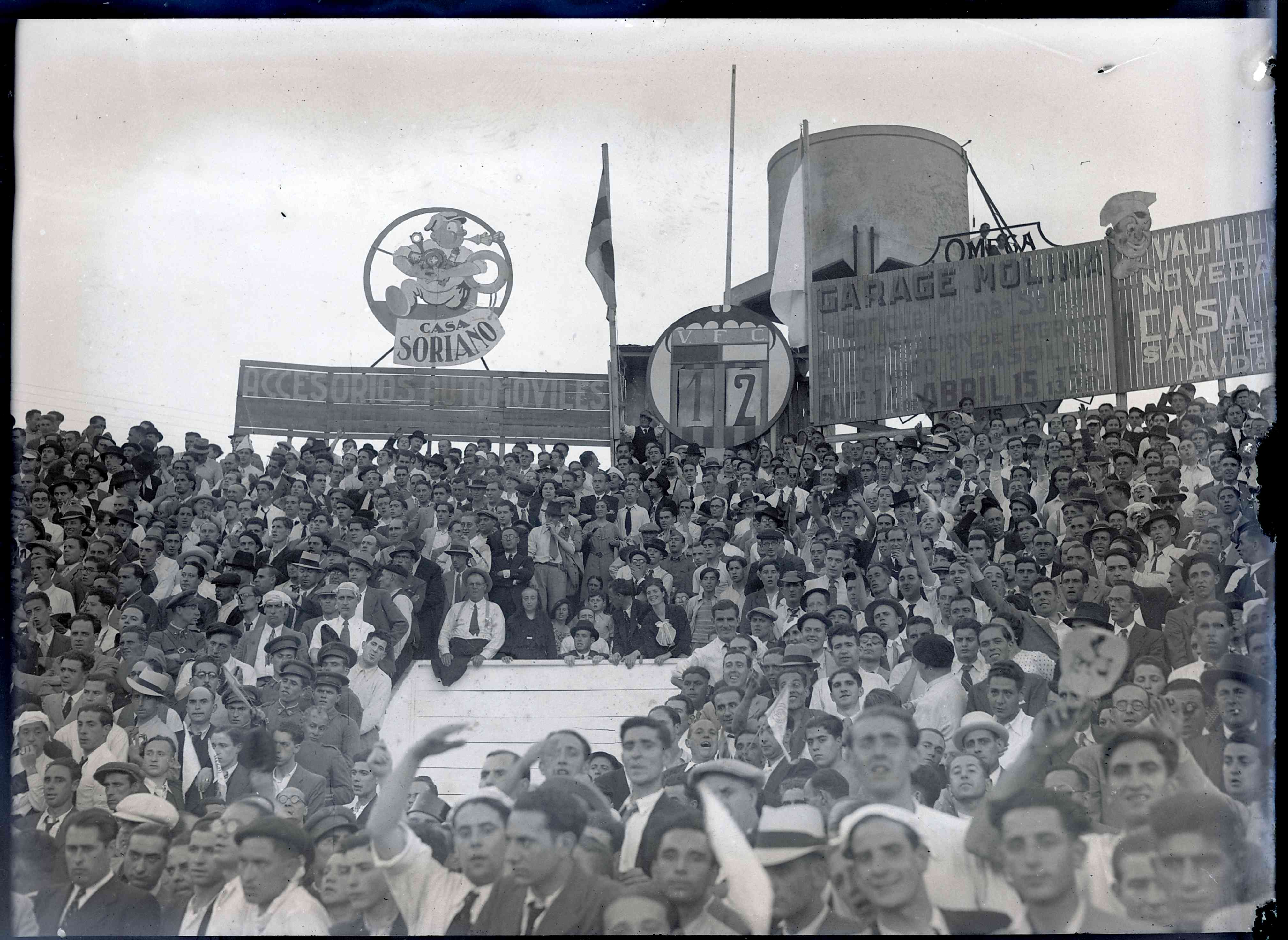
Grada del Camp de Mestalla, seu de la final, amb el marcador 1-2 a favor dels blancs. Baix a la dreta es poden vore banderes blanques amb l'escut del Madrid Football Club, sense la corona a l'escut.

La competició es disputà entre el 23 de febrer i el 21 de juny de 1936.
Equips participants:
- Astúries-Galícia: Oviedo FC, Sporting de Gijón, Stadium Club Avilesino, Club Celta, Deportivo de La Coruña, Unión Sportiva Vigo, Club Lemos
- Illes Balears: CD Mallorca
- Illes Canàries: UD Tenerife
- Castella-Aragó: Madrid FC, Athletic Madrid, Nacional Madrid, Valladolid Deportivo, Zaragoza FC, Racing Club de Santander, UD Salamanca
- Catalunya: FC Barcelona, Girona FC, CD Espanyol, CE Sabadell, CE Júpiter, FC Badalona, EC Granollers
- Llevant: Hèrcules FC, Murcia FC, València FC, Llevant FC, Gimnàstic FC, Elx CF, Cartagena FC
- Nord d'Àfrica: Athletic Club de Tetuán
- País Basc: Arenas de Getxo, Athletic Club de Bilbao, Barakaldo FC, Erandio FC, Donostia FC, Unión Club, CA Osasuna
- Regió Sud: Sevilla FC, Betis Balompié, Xerez SC, CD Malacitano, Recreativo de Granada, Mirandilla FC, RCD Córdoba

## Primera ronda

### Grup 1
| Pos | Equip                  | PJ                         | G                          | E                          | P                          | GF                         | GC                         | Pts                        |
| --- | ---------------------- | -------------------------- | -------------------------- | -------------------------- | -------------------------- | -------------------------- | -------------------------- | -------------------------- |
| 1.  | CD La Coruña           | 4                          | 3                          | 1                          | 0                          | 10                         | 4                          | 7                          |
| 2.  | Club Lemos             | 4                          | 1                          | 1                          | 2                          | 5                          | 6                          | 3                          |
| 3.  | Unión Sportiva Vigo    | 4                          | 1                          | 0                          | 3                          | 3                          | 8                          | 2                          |
| 4.  | Stadium Club Avilesino | abandonà abans de començar | abandonà abans de començar | abandonà abans de començar | abandonà abans de començar | abandonà abans de començar | abandonà abans de començar | abandonà abans de començar |

### Grup 2
| Pos | Equip                | PJ | G | E | P | GF | GC | Pts |
| --- | -------------------- | -- | - | - | - | -- | -- | --- |
| 1.  | Sporting de Gijón    | 6  | 4 | 0 | 2 | 23 | 9  | 8   |
| 2.  | Valladolid Deportivo | 6  | 3 | 0 | 3 | 12 | 16 | 6   |
| 3.  | CD Nacional          | 6  | 2 | 1 | 3 | 10 | 13 | 5   |
| 4.  | UD Salamanca         | 6  | 2 | 1 | 3 | 6  | 13 | 5   |

### Grup 3
| Pos | Equip        | PJ | G | E | P | GF | GC | Pts |
| --- | ------------ | -- | - | - | - | -- | -- | --- |
| 1.  | Barakaldo FC | 6  | 3 | 1 | 2 | 14 | 8  | 7   |
| 2.  | Erandio FC   | 6  | 3 | 1 | 2 | 8  | 8  | 7   |
| 3.  | Donostia FC  | 6  | 3 | 0 | 3 | 8  | 10 | 6   |
| 4.  | Unión Club   | 6  | 1 | 2 | 3 | 6  | 10 | 4   |

### Grup 4
| Pos | Equip         | PJ | G | E | P | GF | GC | Pts |
| --- | ------------- | -- | - | - | - | -- | -- | --- |
| 1.  | CE Sabadell   | 6  | 4 | 1 | 1 | 10 | 2  | 9   |
| 2.  | CE Júpiter    | 6  | 3 | 1 | 2 | 13 | 11 | 7   |
| 3.  | FC Badalona   | 6  | 2 | 0 | 4 | 6  | 8  | 4   |
| 4.  | EC Granollers | 6  | 1 | 2 | 3 | 8  | 16 | 4   |

### Grup 5
| Pos | Equip        | PJ            | G             | E             | P             | GF            | GC            | Pts           |
| --- | ------------ | ------------- | ------------- | ------------- | ------------- | ------------- | ------------- | ------------- |
| 1.  | Llevant FC   | 4             | 3             | 0             | 1             | 14            | 2             | 6             |
| 2.  | Gimnàstic FC | 4             | 1             | 2             | 1             | 2             | 7             | 4             |
| 3.  | Cartagena FC | 4             | 0             | 2             | 2             | 3             | 10            | 2             |
| 4.  | Elx FC       | desqualificat | desqualificat | desqualificat | desqualificat | desqualificat | desqualificat | desqualificat |

### Grup 6
| Pos | Equip              | PJ | G | E | P | GF | GC | Pts |
| --- | ------------------ | -- | - | - | - | -- | -- | --- |
| 1.  | CD Malacitano      | 6  | 4 | 0 | 2 | 19 | 7  | 8   |
| 2.  | Mirandilla FC      | 6  | 3 | 1 | 2 | 11 | 10 | 7   |
| 3.  | Recreativo Granada | 6  | 3 | 0 | 3 | 9  | 7  | 6   |
| 4.  | RCD Córdoba        | 6  | 1 | 1 | 4 | 5  | 20 | 3   |

### Grup 7
| Pos | Equip                | PJ | G | E | P | GF | GC | Pts |
| --- | -------------------- | -- | - | - | - | -- | -- | --- |
| 1.  | Athletic Club Tetuán | 2  | 2 | 0 | 0 | 3  | 1  | 6   |
| 2.  | UD Tenerife          | 2  | 0 | 0 | 2 | 1  | 3  | 4   |

## Segona ronda
29 de març, 5 d'abril i 9 d'abril el desempat.
| Equip 1              | Global | Equip 2           | Anada | Tornada |
| -------------------- | ------ | ----------------- | ----- | ------- |
| CD La Coruña         | 5-5    | Sporting de Gijón | 5-1   | 0-4     |
| Llevant FC           | 0-1    | Barakaldo FC      | 0-1   | [ 4 ]   |
| CD Mallorca          | 3-5    | CE Sabadell       | 2-1   | 1-4     |
| Athletic Club Tetuán | 2-5    | CD Malacitano     | 2-2   | 0-3     |

- Desempat:

| Equip 1           | Marcador | Equip 2      |
| ----------------- | -------- | ------------ |
| Sporting de Gijón | 2-0      | CD La Coruña |

## Tercera ronda
12, 14 i 19 d'abril.
| Equip 1      | Global | Equip 2           | Anada | Tornada |
| ------------ | ------ | ----------------- | ----- | ------- |
| Barakaldo FC | 3-4    | Sporting de Gijón | 3-2   | 0-2     |
| CE Sabadell  | 3-2    | CD Malacitano     | 0-5   | 1-4     |

## Quarta ronda
26 d'abril, 3 de maig i 5 de maig el desempat.
| Equip 1           | Global | Equip 2          | Anada | Tornada |
| ----------------- | ------ | ---------------- | ----- | ------- |
| Sporting de Gijón | 8-3    | Athletic Madrid  | 5-1   | 3-2     |
| CD Espanyol       | 4-4    | València FC      | 1-0   | 3-4     |
| Betis Balompié    | 4-1    | CE Sabadell      | 3-0   | 1-1     |
| CA Osasuna        | 7-1    | Racing Santander | 5-1   | 2-0     |

- Desempat:

| Equip 1     | Marcador | Equip 2     |
| ----------- | -------- | ----------- |
| CD Espanyol | 3-2      | València CF |

## Vuitens de final
10 (anada), 17 (tornada), 19 i 21 de maig (desempats).
| Equip 1           | Global | Equip 2         | Anada | Tornada |
| ----------------- | ------ | --------------- | ----- | ------- |
| Madrid FC         | 3-3    | Arenas de Getxo | 2-1   | 1-2     |
| Athletic Club     | 7-4    | Club Celta      | 6-0   | 1-4     |
| Sporting de Gijón | 0-4    | FC Barcelona    | 0-0   | 0-4     |
| CD Espanyol       | 6-3    | Xerez SC        | 3-0   | 3-3     |
| Sevilla FC        | 5-5    | Hèrcules FC     | 3-1   | 2-4     |
| Murcia FC         | 2-3    | Zaragoza FC     | 2-0   | 0-3     |
| CA Osasuna        | 9-6    | Oviedo FC       | 5-1   | 4-5     |
| Girona FC         | 6-8    | Betis Balompié  | 4-3   | 2-5     |

- Desempat:

| Equip 1     | Marcador | Equip 2         |
| ----------- | -------- | --------------- |
| Madrid FC   | 6-1      | Arenas de Getxo |
| Hèrcules FC | 2-0      | Sevilla FC      |

## Quarts de final
24 i 31 de maig.
| Equip 1        | Global | Equip 2       | Anada | Tornada |
| -------------- | ------ | ------------- | ----- | ------- |
| Madrid FC      | 3-1    | Athletic Club | 2-1   | 1-0     |
| CD Espanyol    | 2-4    | FC Barcelona  | 2-1   | 0-3     |
| Zaragoza FC    | 1-4    | Hèrcules FC   | 1-1   | 0-3     |
| Betis Balompié | 1-3    | CA Osasuna    | 0-0   | 1-3     |

## Semifinals
7 i 14 de juny.
| Equip 1    | Global | Equip 2      | Anada | Tornada |
| ---------- | ------ | ------------ | ----- | ------- |
| Madrid FC  | 8-2    | Hèrcules FC  | 7-0   | 1-2     |
| CA Osasuna | 5-9    | FC Barcelona | 4-2   | 1-7     |

## Final
| Madrid FC              | 2 - 1             | FC Barcelona |
| ---------------------- | ----------------- | ------------ |
| Eugenio 6' · Lecue 12' | Report (castellà) | Escolà 29'   |

## Campió
| Campions de la Copa d'Espanya 1936       |
| ---------------------------------------- |
| · Reial Madrid Club de Futbol · 7è títol |